# Matelea suberifera
Matelea suberifera är en oleanderväxtart som först beskrevs av Robinson, och fick sitt nu gällande namn av W.D. Stevens. Matelea suberifera ingår i släktet Matelea och familjen oleanderväxter. Inga underarter finns listade i Catalogue of Life.